# Róna Péter (közgazdász)
Róna Péter Zsolt (Miskolc, 1942. május 4. –) magyar közgazdász, jogász, üzletember, egyetemi oktató. 1956-ban emigrált az Amerikai Egyesült Államokba, ahol tanulmányai elvégzése után előbb egy ügyvédi iroda, majd egy minisztérium munkatársa volt, később pedig a brit bankszektorban dolgozott. 1986 és 1990 között a J. Henry Schroders bank elnök-vezérigazgatója, 1990 és 2004 között a NABI buszgyártó cég magyarországi leányvállalatának alapító elnöke, valamint az Első Magyar Alap elnök-vezérigazgatója. 2022-ben az Egységben Magyarországért pártszövetség őt jelölte köztársasági elnöknek, a választás során a Ház a Fidesz-KDNP jelöltjét, Novák Katalint választotta meg 137-51 arányban.

## Pályafutása
Gyermekkorát Magyarországon töltötte, eredetileg képzőművészeti pályára készült, de az 1956-os forradalom leverése után családjával emigrált az országból. A középiskolát Washingtonban végezte. A Pennsylvaniai Egyetem gazdaságtörténeti szakán kezdte el egyetemi tanulmányait, ahol 1964-ben szerzett BSc-diplomát. Emellett az Oxfordi Egyetemen szerzett jogi diplomát 1966-ban. 1968-tól egy washingtoni ügyvédi irodában dolgozott jogászként, majd az amerikai kereskedelmi minisztérium közvetlen külföldi befektetések osztálya munkatársa lett.
1970-ben ment a J. Henry Schroders Bankhoz (ma: Schroders Plc), ahol Gordon Richardson elnök személyi titkára lett. Amikor nem sokkal később Richardsont a Bank of England kormányzójává nevezték ki, Róna követte. 1971-ben visszatért a Schroders Bankhoz, ahol végigjárta a ranglétrát. 1986-ban a bank elnök-vezérigazgatójává nevezték ki. Tisztségét a japán Industrial Bank of Japan tulajdonossá válása után is megtarthatta. 1990-ben lemondott tisztségéről, hogy átvegye az Első Magyar Alap vezetését Budapesten. Emellett megalapította a buszgyártással foglalkozó NABI Észak-amerikai Járműipari Rt.-t. Az alap működése 2004-ben szűnt meg, ugyanebben az évben adta át a NABI vezetését.
Üzleti munkái mellett az Eötvös Loránd Tudományegyetem Állam- és Jogtudományi Kar Nemzetközi Jogi Tanszék óraadója volt 2004 és 2010 között, a kar tiszteletbeli tanári címét adományozták neki . Emellett az ELTE és Pécsi Tudományegyetem gazdasági tanácsának tagja volt. 2008-ban az Nemzetközi Valutaalappal (IMF) valamint az EU-val való hitelmegállapodásról folytatott tárgyalásokon a második Gyurcsány-kormány tárgyalóbizottságának tanácsadója volt. 2010-től az Oxfordi Egyetem Blackfriars Hall gazdaságtörténeti vendégkutatója. Ugyancsak 2010-től a Magyar Nemzeti Bank felügyelőbizottságának tagja.
2011-ben a Lehet Más a Politika (LMP) pártalapítványa, az Ökopolisz Alapítvány kuratóriumának társelnöke lett Schmuck Erzsébettel közösen. 2012 novemberében lemondott az alapítvány kuratóriumának társelnöki posztjáról, majd 2013 februárjában visszatért tisztségébe. 2013 októberében a párt programtanácsának elnöke lett. Emellett jelentős publicisztikai, tanulmányírói munkássága is. Váltakozva él Magyarországon és az Egyesült Királyságban.
Kisasszondon megvásárolta a Sárközy-kúriát, amelynek családjával lakója. A birtokon sajtkészítő üzemet épített.
2024-ben a Jobbik - Konzervatívok EP-listáját vezeti.

## Nézetei
Alapvetően zöld keresztényszocialista nézetrendszer jellemzi. Társadalomfilozófiáját mély keresztény hitre alapozza. A főáramú neoklasszikus közgazdaságtannal kapcsolatos kritikájának lényegi eleme, hogy az értéksemleges. Erős hangsúlyt fektet a fenntarthatóságra, ezért elutasítja a magán adósságállomány folyamatos növelését és a gazdasági növekedés centrumba állítását. 
Róna kritikus az eurózóna jelenleg fennálló konstrukciójával szemben, de nem utasítja el teljesen egy közös európai valuta létjogosultságát. A hazai tudományos mezőben Pogátsa Zoltán és Scheiring Gábor nézetei állnak hozzá a legközelebb.

## Művei
- Kártyás Gábor–Takács Gábor: Válságkezelési útmutató szakszervezeteknek; tan. Róna Péter; Liga Szakszervezetek, Bp., 2009 (Szakszervezeti kiskönyvtár)
- Artner Annamária–Róna Péter: Euros(c)epsis. The theory of the optimum currency area and the history of the Euro; Institute for World Economics HAS, Bp., 2012 (Working papers. Institute for World Economics Hungarian Academy of Sciences)
- Miskolctól Oxfordig; riporter Andrassew Iván; Noran Libro, Bp., 2012